# Эверман, Кларенс
Кларенс Эверман (швед. Clarence Öfwerman, род. 22 ноября 1957 года) — шведский музыкант и продюсер. Наиболее известен как продюсер дуэта Roxette (с альбома «Pearls of Passion») с момента его основания в 1986 году и по сей день. В настоящее время постоянно проживает в Стокгольме.
Сотрудничал со многими шведскими музыкантами, такими как Janne Goldman и Raj Montana Band. В 1981 году записал и выпустил сольный альбом «Ansikten».
В 2017 году совместно со своими дочерьми написал и выпустил песню «Waiting for This Day to Come». Кларенс написал музыку, а текст — совместно с младшей дочерью Эллой. Она же спела эту песню. Старшая дочь Билли играет в песне на гармонике. Песня использовалась в рекламе телешоу-лотереи «Postkodslotteriet» на шведском телеканале TV4. (видео Архивная копия от 10 апреля 2017 на Wayback Machine)
В сентябре 2018 года Эверман выпустил свой сольный сингл «Arpeggio» (3:16), а в ноябре — «Snowflakes» (2:47), песни доступна на сервисе Spotify.
Весной 2019 года выпустил EP (инструментальная музыка) совместно с бас-гитаристом Roxette Магнусом Бёрьесоном в рамках проекта Loli Kuhn.

## Семья
- Отец: Рюне Эверман[нем.] — (24.12.1932 — 13.12.2013[2]) — известный в Швеции джазовый музыкант
- Мать: ум. 14 ноября 2020 года
- Младший брат: Стаффан Эверман (род. в 1962 году) — перкуссионист и бэк-вокалист в Roxette
- Жена: Марика Эрландссон (швед. Marika "Nikki" Erlandsson, род. 22 февраля)
- Две дочери: Билли (род. 4 июля 1999), Элла (род. 12 ноября 1997 года)

## Галерея

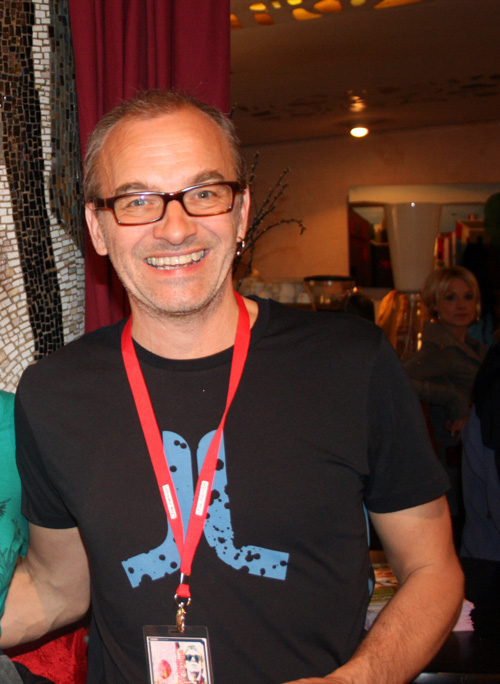
После концерта в Кёльне, 27.04.09
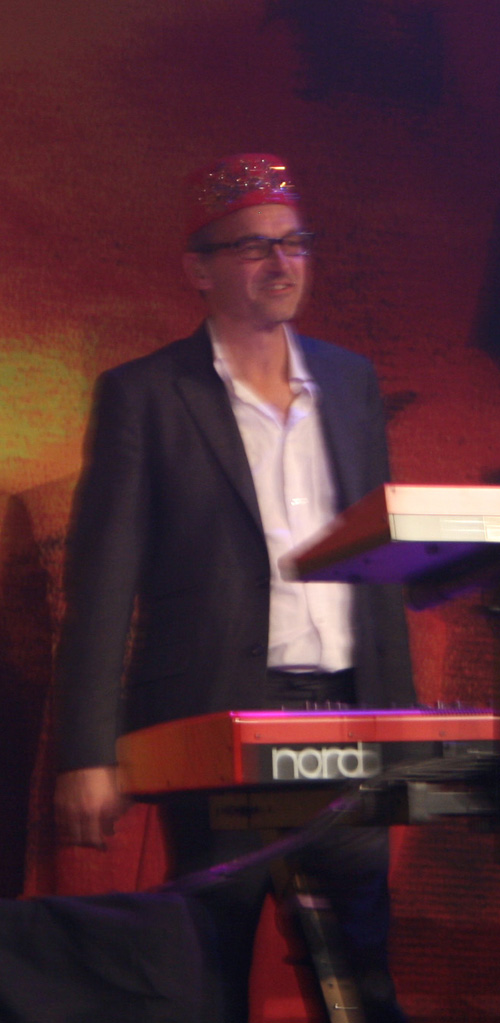
Во время концерта в Кёльне, 27.04.09
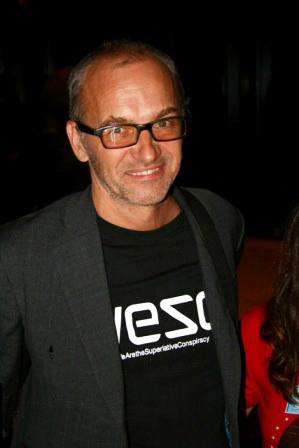
После концерта Roxette в Хальмстаде, 14.08.10
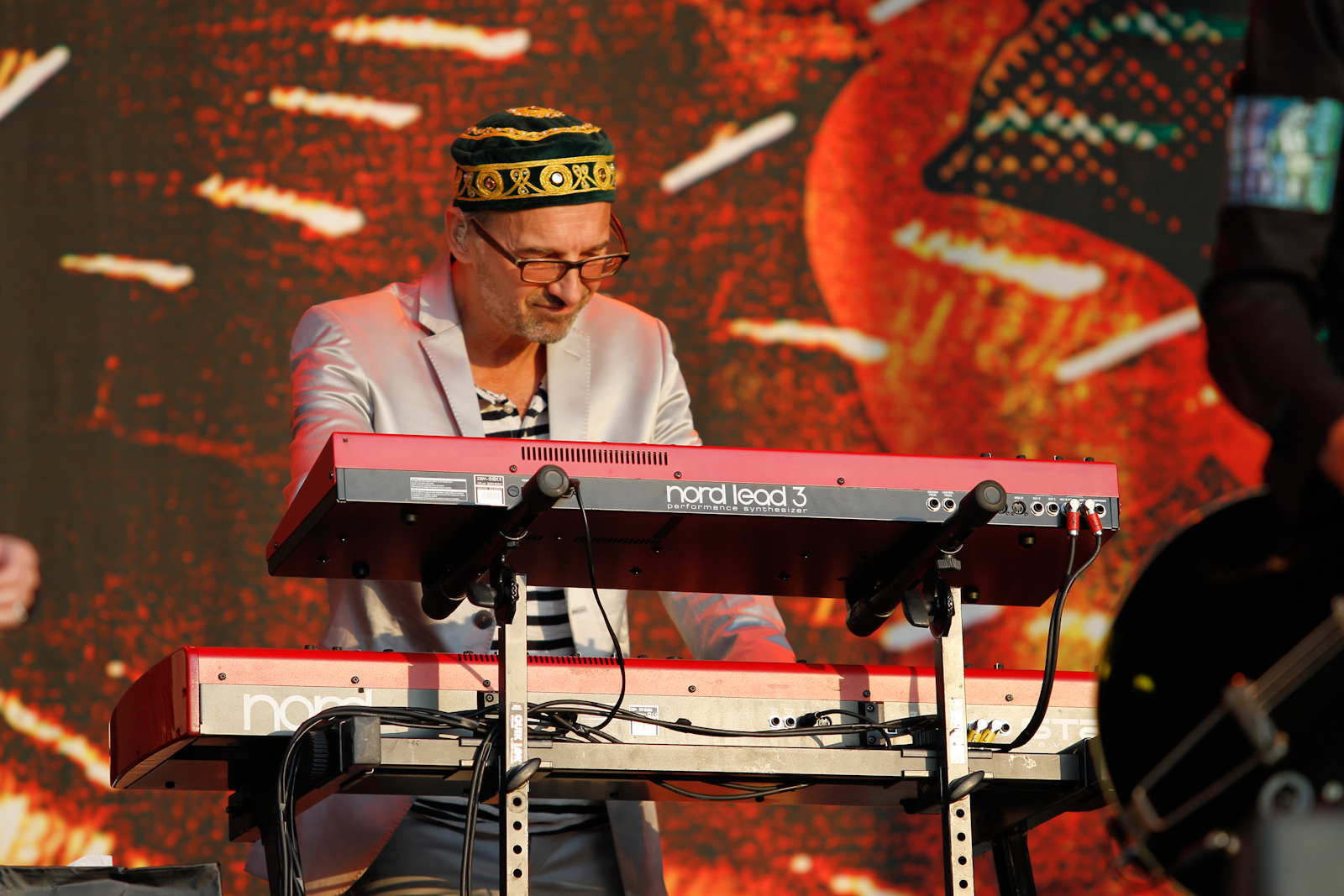
в Нидерландах, 2011 год